# Elisabeth Jordán
Elisabeth Jordán Cañavate (Cartagena, 26 agosto 1983) è una cantante, attrice e ballerina spagnola.

## Carriera
Elisabeth Jordan inizia la propria carriera professionistica nel 2001 vincendo il reality show Popstars, todo por un sueño, versione spagnola di Popstars ed entrando a far parte del gruppo Bellepop. Dopo aver registrato un album con le Bellepop, che ottiene anche un  disco d'oro, Elisabeth Jordan annuncia l'abbandono del gruppo il 12 gennaio 2004
Nel 2005 entra a far parte del cast dell'ultima stagione del telefilm Paso adelante, grazie al quale partecipa anche ai concerti ed al disco del gruppo U.P.A. Dance insieme a Miguel Ángel Muñoz ed Edu Del Prado.

## Discografia
- Chicas al poder (2002)
- Chicas al poder (Edición Especial) (2003)
- Contigo (2005)